# Henry Schradieck
Henry Schradieck (né le 29 avril 1846 à Hambourg - décédé le 25 mai 1918 à Brooklyn, New York) est un violoniste, pédagogue et compositeur allemand. Il a été un des plus connus professeurs de violon de son temps. Il a écrit une série de livres d'études pour le violon qui sont toujours en usage aujourd'hui.

## Biographie
Il a reçu ses premières leçons de violon de son père, et a fait sa première apparition en public à l'âge de six ans. Il a étudié de 1854 à 1857 avec Hubert Léonard, au Conservatoire royal de Bruxelles, où il a gagné le premier prix. Ses études ont été financièrement aidées par la violoniste Teresa Milanollo. Ensuite, il est allé à Leipzig, où il est devenu un élève de Ferdinand David. En 1863, il devient soliste aux concerts Reinthaler à Brême. L'année suivante, il est allé à Moscou en tant que professeur de violon à l'école de musique de Nikolaï Rubinstein. En 1868, Schradieck est retourné à Hambourg, pour prendre le poste de premier violon de la Philharmonic Society, laissé vacant par Leopold Auer. Six ans après, il est devenu premier violon à l'Orchestre du Gewandhaus de Leipzig, professeur au Conservatoire de Leipzig, et le chef de l'orchestre du théâtre.
Ayant besoin d'un changement complet, il quitte Leipzig pour Cincinnati, Ohio, où il a enseigné au Collège de Musique de Cincinnati, et a également organisé un orchestre symphonique. En 1889, il a pris son ancien poste à Hambourg, en plus d'enseigner au Conservatoire de Hambourg. Par la suite, il est revenu en Amérique, en devenant enseignant à New York, et à Philadelphie dans différentes institutions. Il a été membre du Beta Chapter de la Phi Mu Alpha Sinfonia Fraternity (en) au Combs College of Music, initié en 1900 ou 1906. Il a été actif dans le Fraternity's New York Alumni Club.
En plus d'écrire du matériel pédagogique pour le violon comme des études et des exercices de doigtés, et de gagner la réputation d'être l'un des professeurs de violon les plus importants de cette époque, il s'est également intéressé aux questions liées à la fabrication des violons.
Parmi les étudiants remarquables de Schradieck, on trouve Ottokar Nováček, Norman Black et Theodore Spiering (en).

## Source de la traduction
- (en) Cet article est partiellement ou en totalité issu de l’article de Wikipédia en anglais intitulé « Henry Schradieck » (voir la liste des auteurs).